# 仁慈號醫療艦
慈悲號醫療艦（英文：USNS Mercy，T-AH-19）是美軍的醫療船，由美國軍隊於1982年購入的油輪改裝，改装工程耗资5亿多美元。
慈悲號只要約70人就可以運轉，醫療任務時醫生可達200人以上，病人有1000床以上容量，必要時可再加床，艦上有核磁共振和放射線醫療設備，燒燙傷病房、牙醫室。另有洗衣房、健身房、理发室、图书馆和酒吧等。
- 加護病房床位：80床
- 恢復室床位：20床
- 中期照護床位：280床
- 有限護理病床：500床
- 輕傷病床：120床
- 手術室：12床

## 服役历史
- 1987年2月南太平洋人道支援任務
- 1990年波斯灣戰爭，醫療690人，手術300多件
- 2004年印度洋大地震南亞支援[2] [3]
- 颱風海燕 (2013年)南亞支援
- 2020年3月末，因2019冠状病毒病的流行，仁慈号被派到洛杉磯缓解医疗压力[4]。同年5月中旬任务结束返回母港圣迭戈[5]；其在洛杉矶执行任务期间共救助77位患者[6]。
- 2020年7月，仁慈号进入大修状态，预计2021年4月末能恢复执行任务[6]。

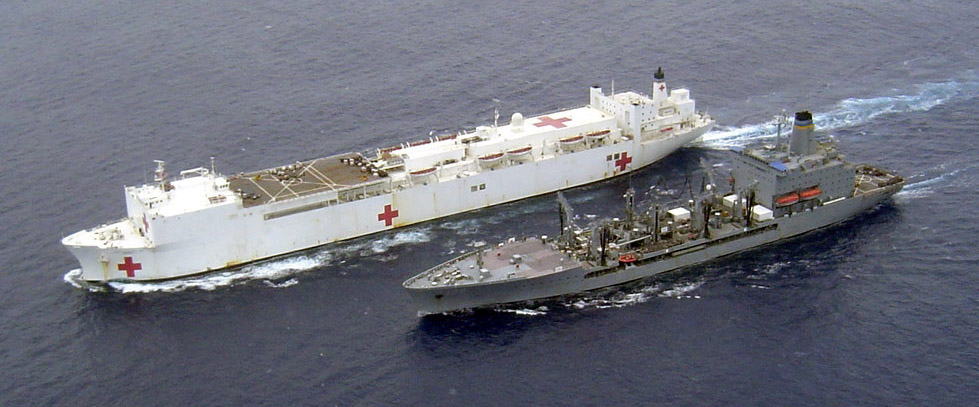
2004年印度洋支援
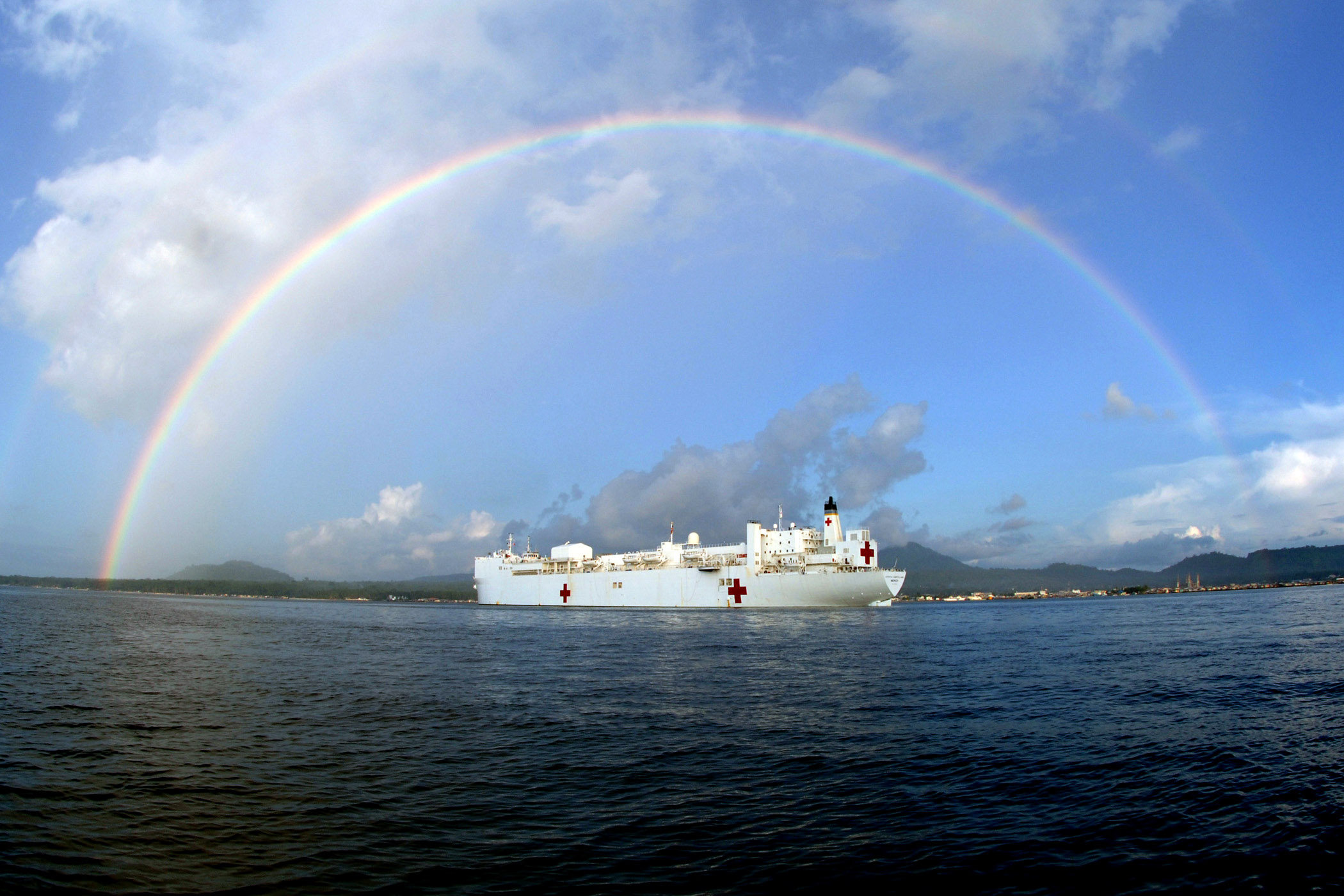
2006年南亞巡迴
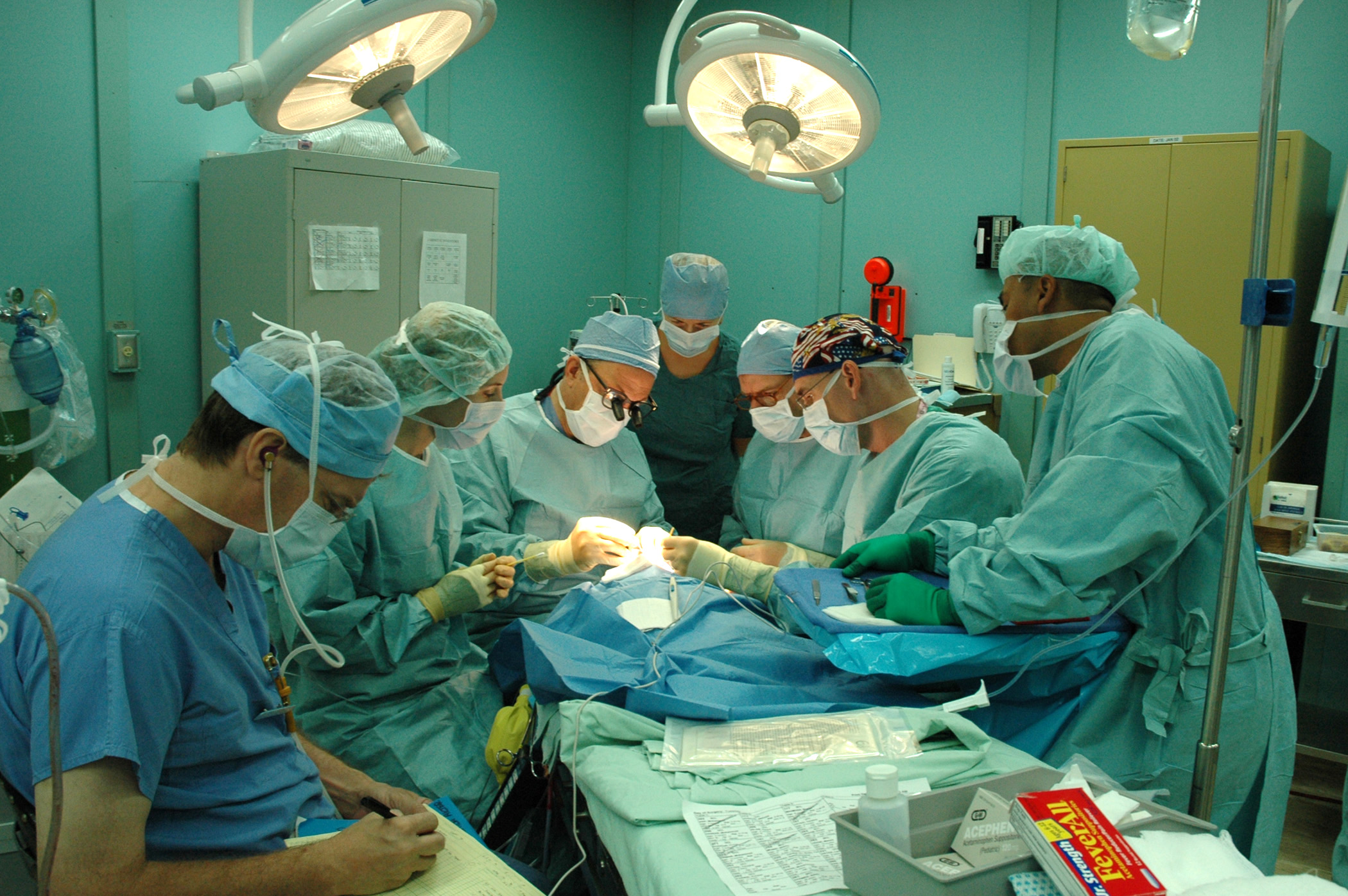
艦上手術室
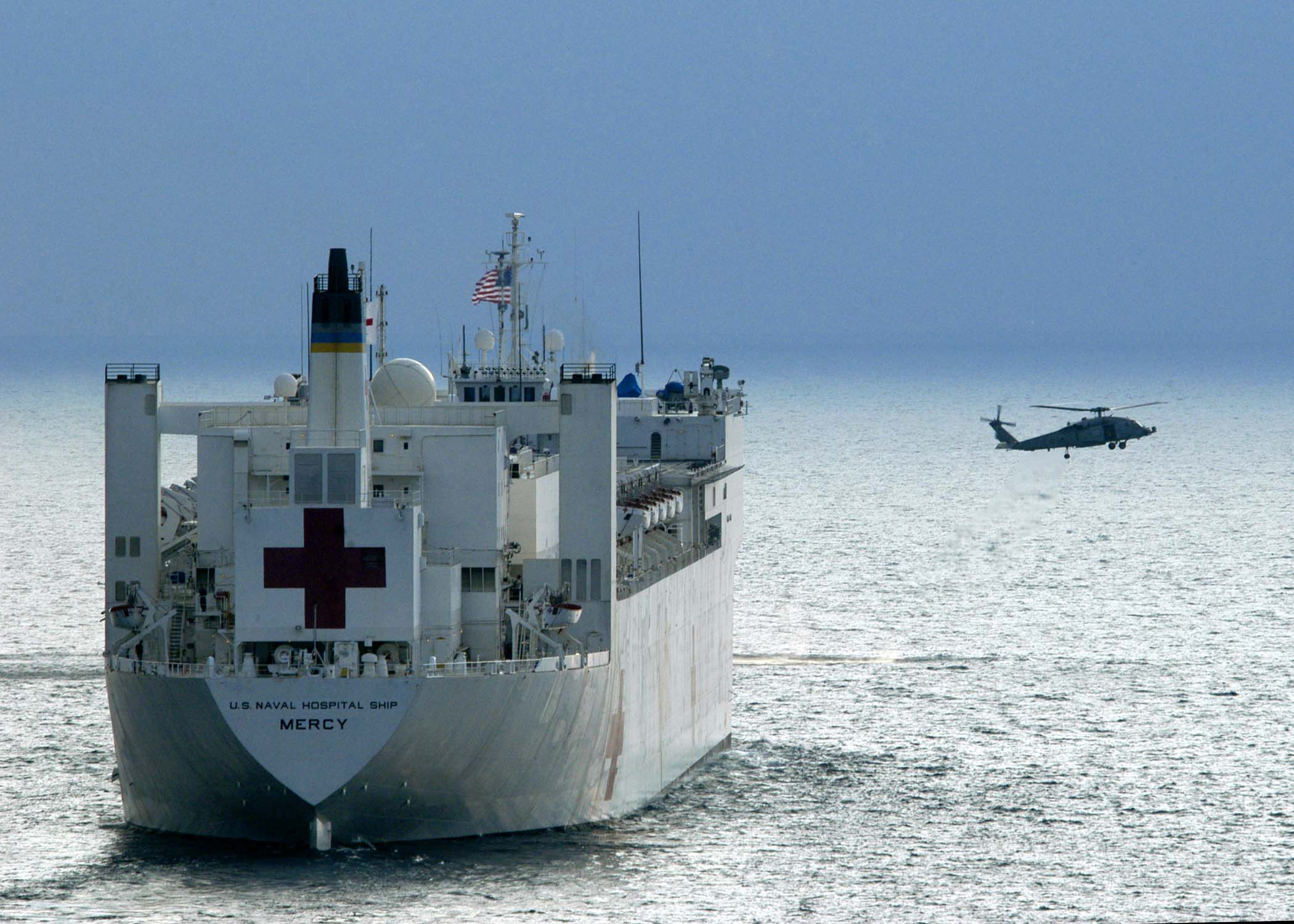
直升機坪台起降
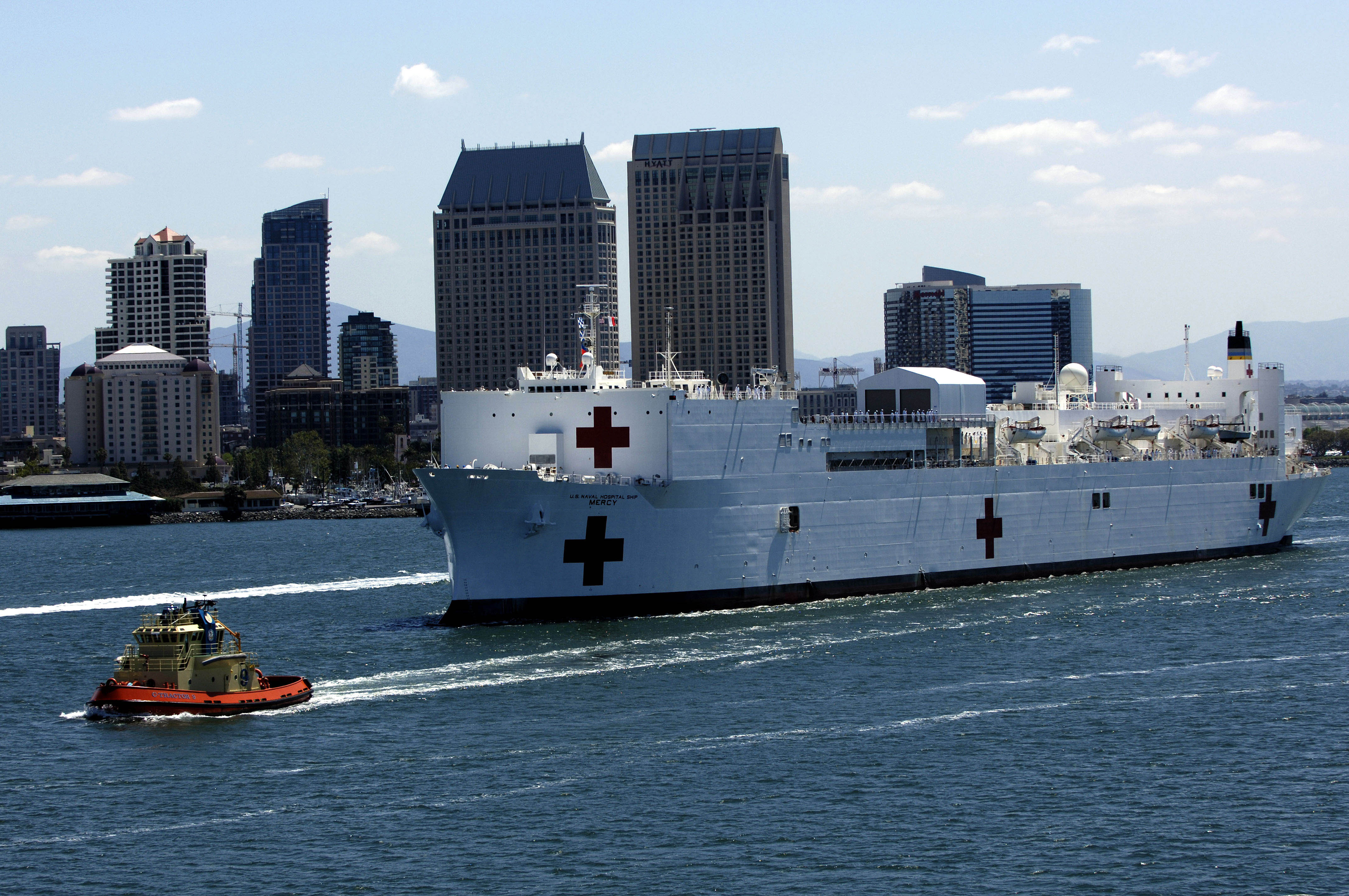
於聖地牙哥母港
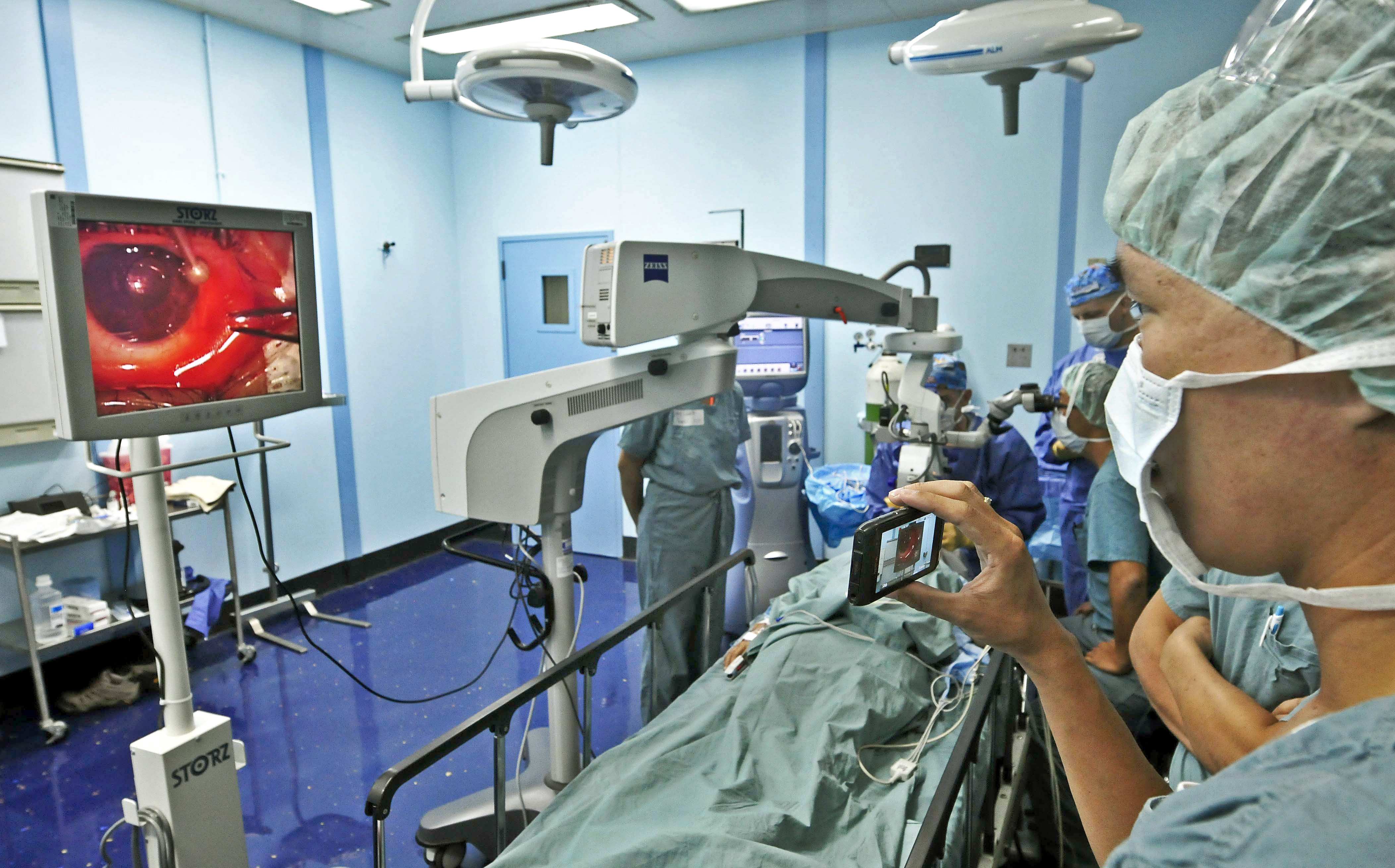
醫學生觀摩眼科手術
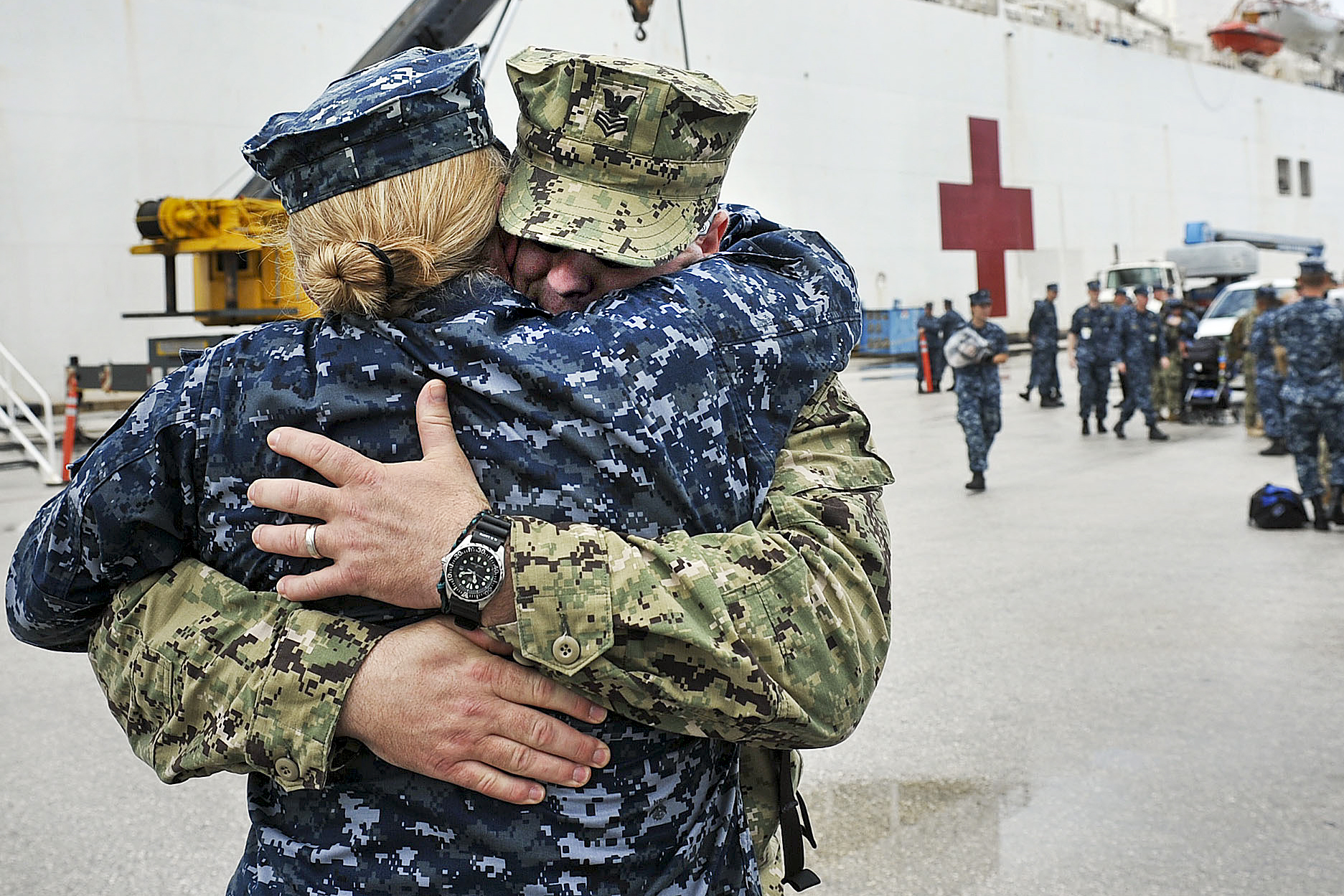
2012南亞巡迴
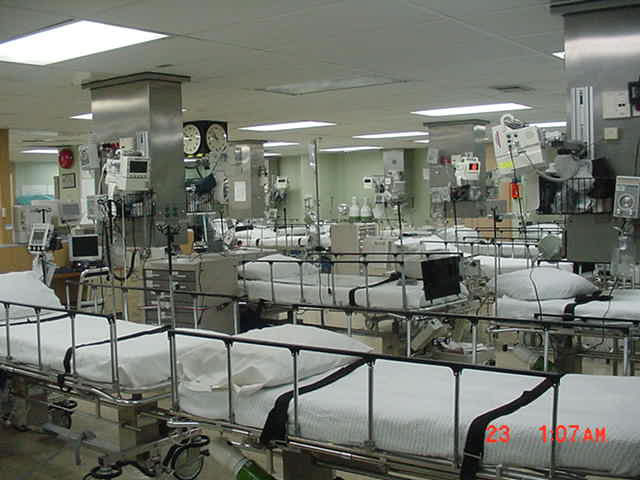
病床區
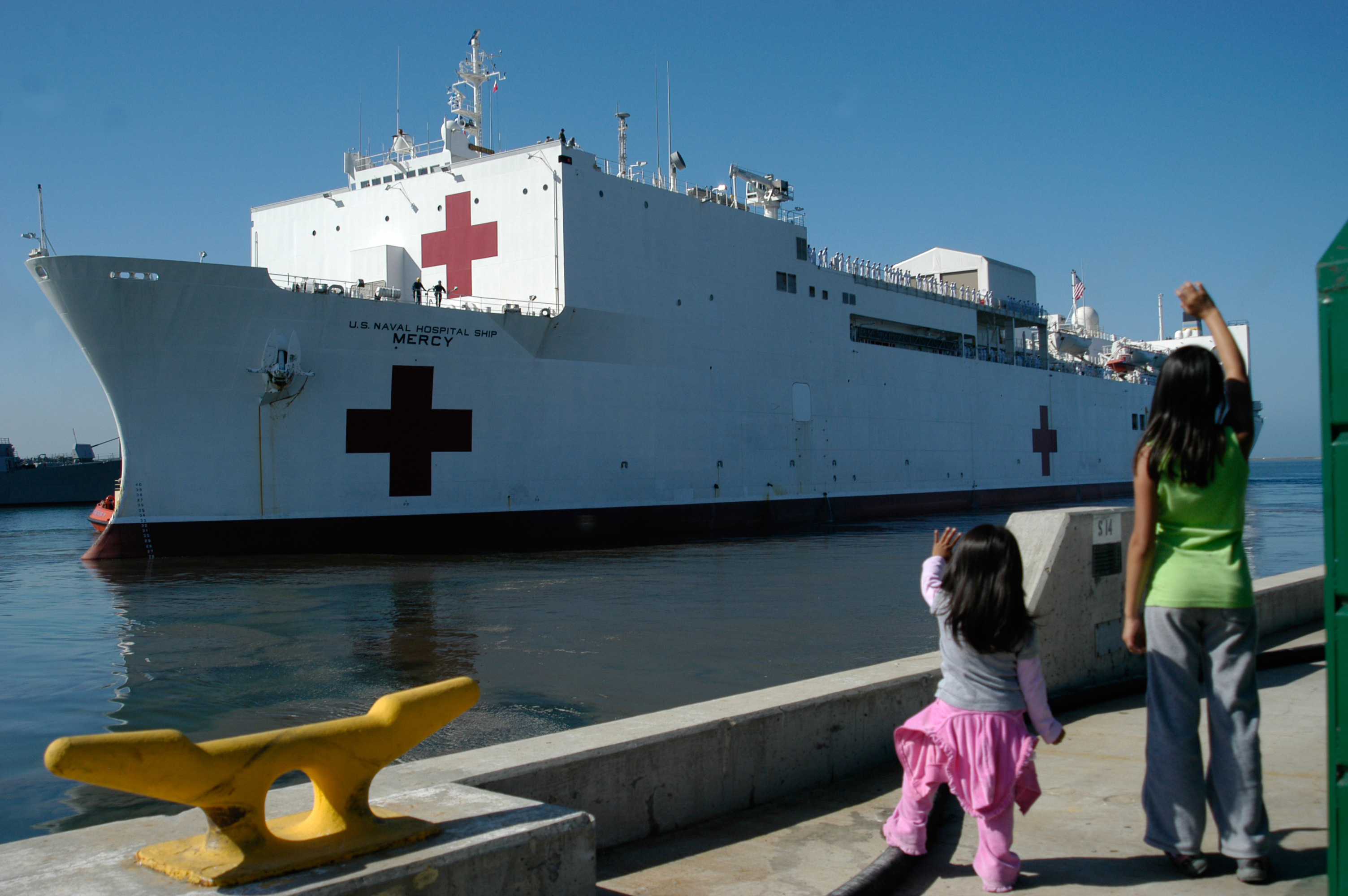
慈悲號由油輪改裝
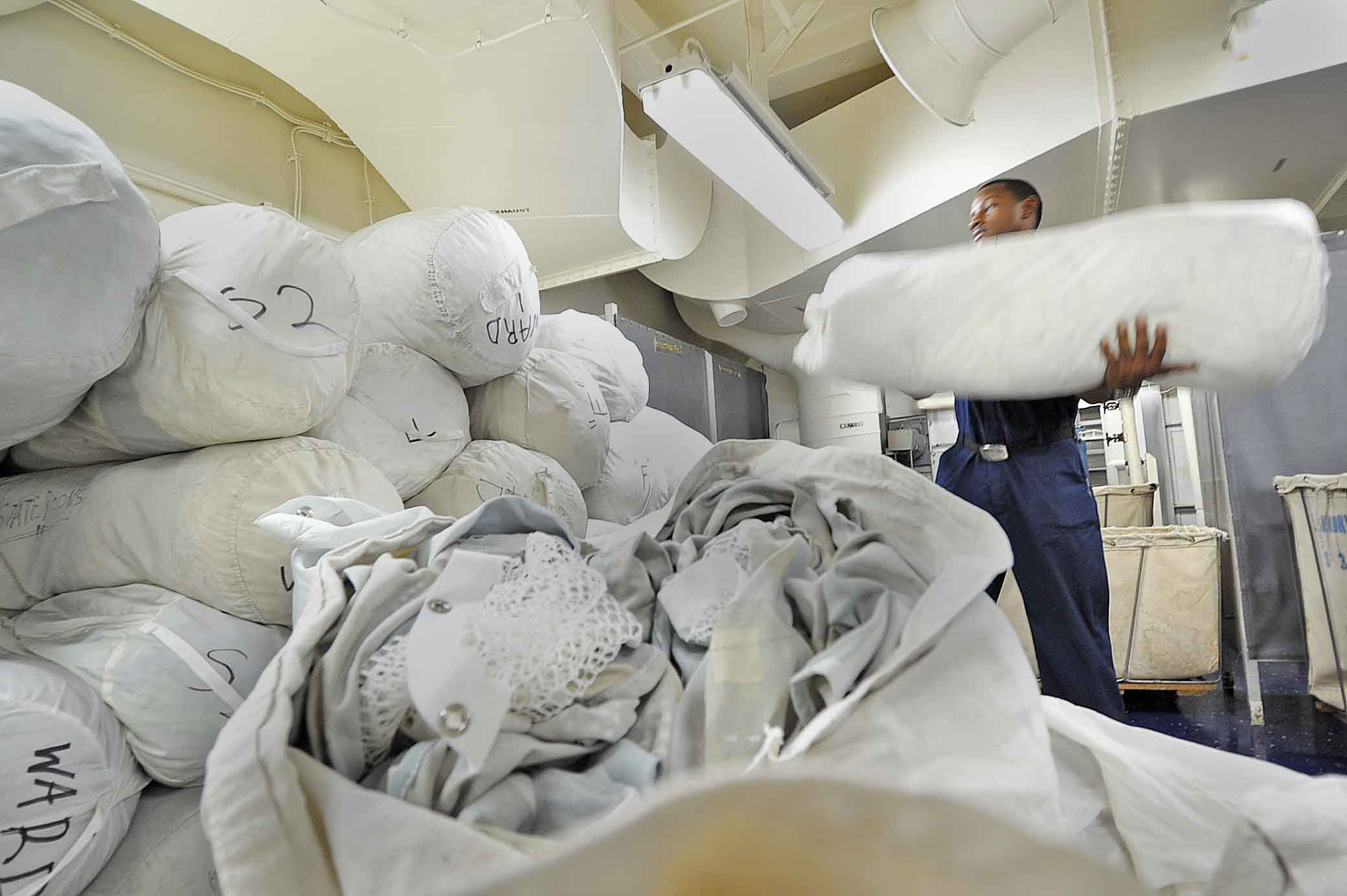
洗衣消毒房
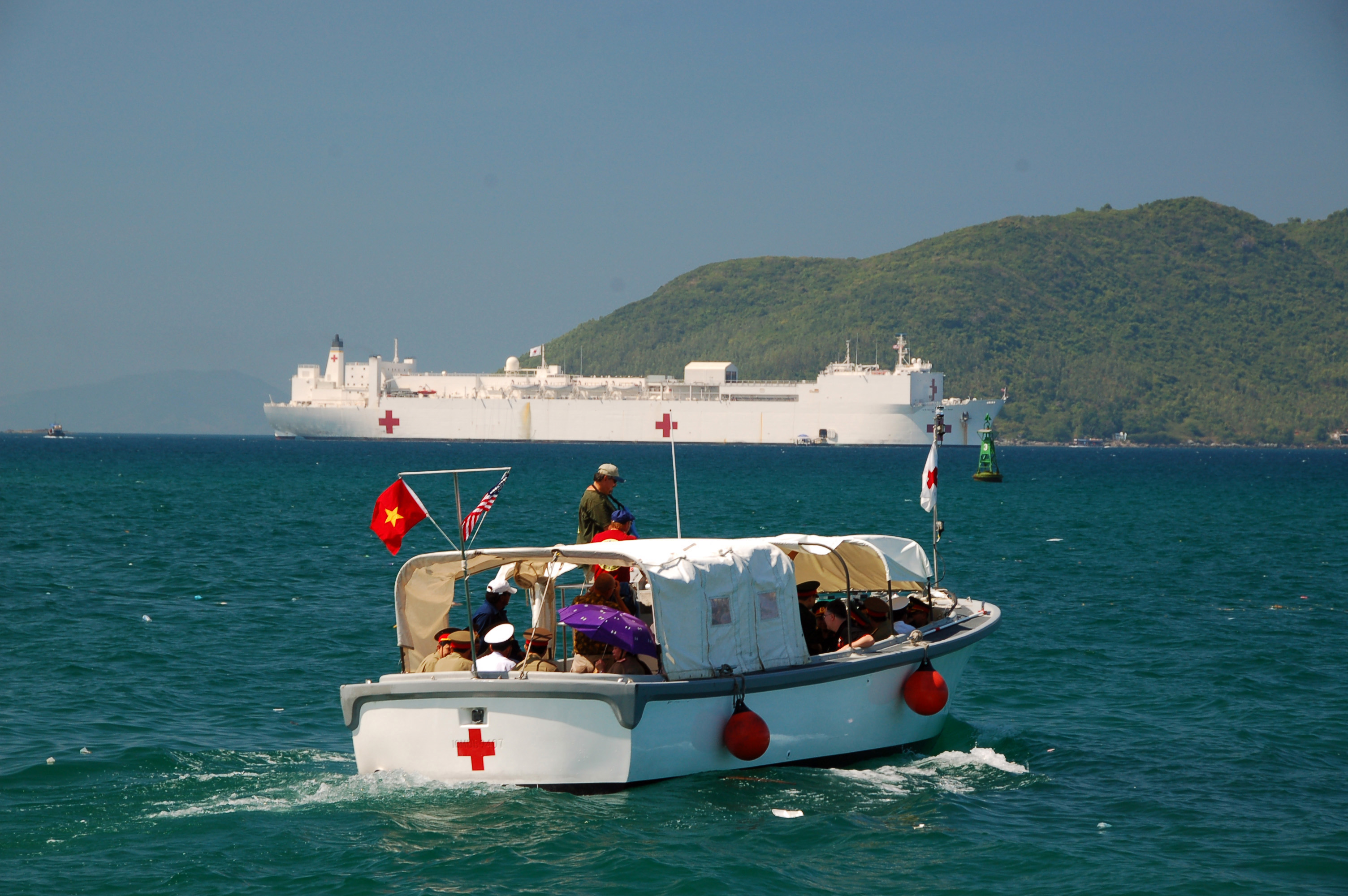
艦載醫療艇

## 同型艦
- 安慰号医疗船

## 外部連結
- Naval Vessel Register - USS HARRY S TRUMAN (CVN 75)(CVN 75) （页面存档备份，存于）